# دافيدي غراسي
دافيدي غراسي (بالإيطالية: Davide Grassi)‏ (13 يناير 1986 بريدجو إميليا في إيطاليا - ) هو لاعب كرة قدم إيطالي في مركزي الظهير وقلب الدفاع. لعب مع أريس ليماسول ورابيد بوخارست ونادي أبردين ونادي بارما ونادي بروكسل ونادي تريستينا وSC Bonifika ‏ وسورينتو كالتشيو ‏ ونادي أوسنابروك وSarawak FA State Football Team ‏ ونادي دندي وCattolica Calcio 1923 SG ‏ ونادي سان أندرو ونادي ماردة ‏.

## وصلات خارجية
- دافيدي غراسي على موقع قاعدة بيانات كرة القدم.إي يو (الإنجليزية)
- دافيدي غراسي على موقع بيانات كرة القدم. دي إي (الألمانية)
- دافيدي غراسي على موقع Soccerway.com (الإنجليزية)
- دافيدي غراسي على موقع عالم كرة القدم.نت (الإنجليزية)